# 地球の悲鳴
『地球の悲鳴』（ちきゅうのひめい、英: When the World Screamed）は、イギリスの作家アーサー・コナン・ドイルによるSF短編小説。チャレンジャー教授シリーズの4作目である。1928年2月25日から3月3日までリバティー誌に掲載された。
シリーズ初登場の掘削の専門家ピアレス・ジョーンズ氏の一人称で語られる。シリーズで初めてチャレンジャー教授とマローン以外のレギュラーメンバーが登場しない。

## ストーリー
チャレンジャー教授は、イギリスのサセックス州ヘンギストダウンにある一見価値のない土地を購入し、高給で雇い入れた鉱山労働者のための集落を建設していた。おそらく石油を発掘する目的で、厳格な安全上の注意を説明していると思われた。後にピアレス・ジョーンズがチャレンジャー教授に会ったとき、教授は地球自体が巨大な生物であるという自説を開陳した。彼は地球の形をウニに似たジオイドとして説明している。地球はエーテルを摂取しなければ存続できない。。
教授は地球は人間を「無限に小さな昆虫」と見なしており、その存在を認識していないと考えている。チャレンジャーは決して石油を探しているのではなく、この状況を変える意図で地球の地殻の8マイルの深さまで掘削して、世界に人類を認識させようとしていた。公衆の面前で行われた掘削に呼応してゼラチン状の流体が穴から噴出し、世界中の火山が噴火してチャレンジャーの仮説の正しさが証明された。教授が自ら引き起こしたエトナ火山の噴火でイタリアから訴えられている中、新しい時代が幕を開けた。

## 解題
ガイア理論が広まる遥か以前に、アーサー・コナン・ドイルは生きている地球のアイデアを発想し、感情を表現できるものとして提示した。本作では掘削器具が地球の裸の「皮膚」に到達すると、痛みに反応して小説のタイトル通りに叫ぶ。そのため、アーサー・コナン・ドイルは2012年にアルマン・コランから発行された『Le syndrome de Babylone』で本作を引用している、アラン・ミュッセにより先駆者と見なされている。

## 邦訳の一部
- 世界SF全集 第3巻 (ドイル)　永井淳 訳、早川書房、1970年 全国書誌番号:75009539 - 「地球の叫び」として収録
- 毒ガス帯 (創元SF文庫)  龍口直太郎 訳、東京創元社、1971年 ISBN 978-4488608033
- ドイル傑作選 2 (ホラー・SF篇)　北原尚彦／西崎憲 編、翔泳社、2000年 ISBN 978-4881357392